# Camillo Erba
Camillo Erba (Arzago d'Adda, 9 marzo 1909 – Cassano d'Adda, 24 febbraio 1961) è stato un ciclista su strada italiano, attivo come professionista e indipendente dal 1930 al 1936.

## Carriera
Ciclista della S.C. Alfredo Binda di Varese, corse per le squadre di marca Touring-Pirelli e Legnano, ricoprendo soprattutto ruoli di gregario. La sua stagione migliore fu il 1933, quando vinse la Coppa del Re a Milano e la Coppa Valle del Metauro a Saltara, valida come prova unica del campionato nazionale indipendenti. Tra i piazzamenti di rilievo si segnalano il secondo posto al Giro dell'Emilia 1930 (dietro Mario Bonetti), il terzo posto al Circuit du Midi nel 1933 e il decimo posto al Giro d'Italia 1933, corsa in cui fu anche primo della classifica isolati e secondo degli indipendenti.

## Palmarès
- 1933 (S.C. Binda Varese)

Coppa del Re
Coppa Valle del Metauro, valida come Campionati italiani, Prova in linea Indipendenti

### Altri successi
- 1933 (S.C. Binda Varese)

Classifica isolati al Giro d'Italia

## Piazzamenti

### Grandi Giri
- Giro d'Italia

1932: 61º
1933: 10º
1934: ritirato

### Classiche monumento
- Milano-Sanremo

1931: 80º
- Giro di Lombardia

1930: 8º